# Bundesautobahn 70
Pour les articles homonymes, voir A70.
La Bundesautobahn 70 (ou BAB 70, A70 ou Autobahn 70) est une autoroute mesurant 120 kilomètres.